# Dactyloptena
Dactyloptena är ett släkte av fiskar. Dactyloptena ingår i familjen flygsimpor.
Arterna förekommer i Indiska oceanen och Stilla havet. Maximallängden varierar mellan 9,5 (Dactyloptena tiltoni) och 40 cm (Dactyloptena orientalis).
Arter enligt Catalogue of Life och Fishbase:
- Dactyloptena gilberti
- Dactyloptena macracantha
- Dactyloptena orientalis
- Dactyloptena papilio
- Dactyloptena peterseni
- Dactyloptena tiltoni